# Fomento (Uruguay)
 Fomento o Playa Fomento es una localidad balnearia uruguaya del departamento de Colonia.

## Ubicación

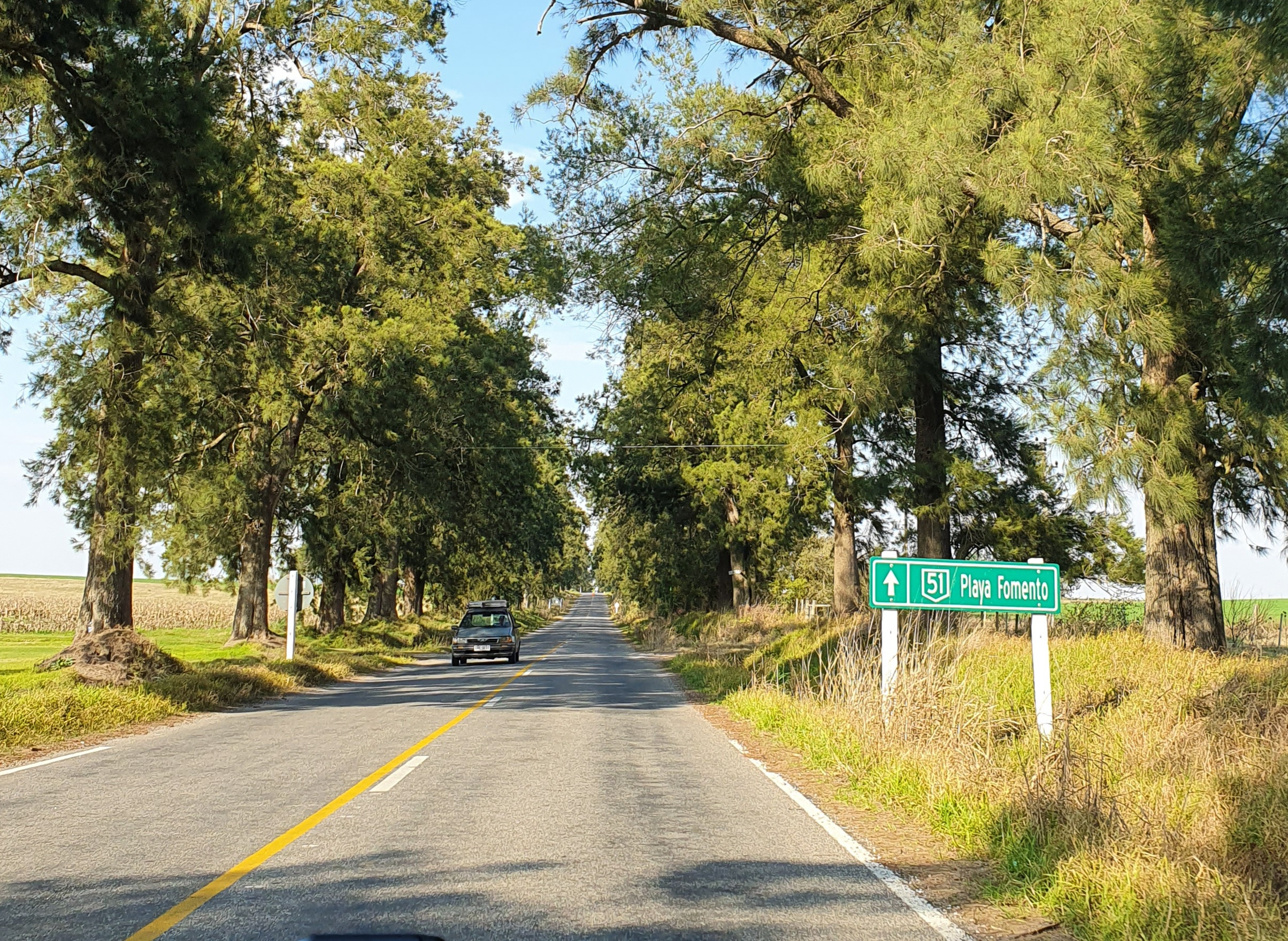
Ruta 51, acceso al Balneario Fomento.

El balneario se encuentra localizado en la zona sureste del departamento de Colonia, sobre las costas del Río de la Plata, junto a la ruta 51. Limita al oeste con el balneario Playa Parant y al este con el balneario Los Pinos. 

## Población
El balneario cuenta una población básicamente fluctuante, con un gran incremento en los meses de diciembre y enero (verano austral).
Según el censo del año 2011 el balneario cuenta con una población permanente de 84 habitantes.

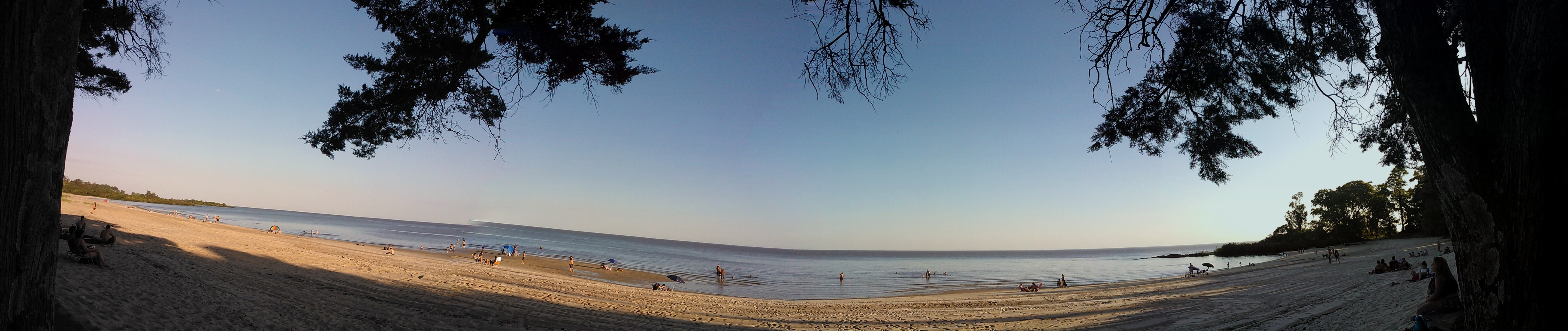
Vista panorámica de la playa en el balneario Fomento.

| 29            | 79 | 105 | 85 | 51 | 84 |
| (Fuente: INE) |    |     |    |    |    |

## Lugares de interés
- Café del Bosque, discoteca.
- Parque 17 de febrero de la Iglesia Evangélica Valdense, lugar de vacaciones.
- Taxco Pool, sitio para juegos electrónicos y retro.